# Ефірне число
Ефі́рне число́, ЕЧ — показник, що характеризує вміст у досліджуваній речовині естерів (складних ефірів), головним чином у жирах, оліях, ліпідах. Чисельно ЕЧ виражається як кількість міліграмів гідроксиду калію, що йде на омилення естерів у наважці речовини масою 1 г.
Для бджолиного воску ефірне число складає 66—86, для яловичого жиру — 185—190.
Ефірне число є різницею між числом омилення та кислотним числом.

## Визначення
Для визначення ефірного числа спочатку нейтралізують вільні кислоти, що містяться у наважці досліджуваної речовини. Згодом речовину розчиняють у відомій кількості спиртового розчину KOH і кип'ятять до завершення омилення. У присутності індикатору фенолфталеїну надлишкову кількість KOH відтитровують стандартним розчином кислоти (наприклад, хлоридної) до зникнення рожевого забарвлення. Паралельно проводять визначення для холостої проби — із аналогічною кількістю гідроксиду калію та без наважки досліджуваної речовини.
За отриманим об'ємом титранту розраховують ЕЧ:
ЕЧ = 56,1 · CM · (V0 - V)/ m,
де 56,1 — молярна маса KOH, г/моль; 
CM — молярна концентрація розчину кислоти, моль/л;
V0 — об'єм розчину кислоти, що пішов на титрування холостої проби, мл;
V — об'єм розчину кислоти, що пішов на титрування досліджуваної проби, мл;
m — маса наважки досліджуваної речовини, г.